# Publicitat radiofònica
Des de l'aparició de la ràdio (mitjà de comunicació) en 1924 es va advertir el potencial efecte de la publicitat radiofònica en els oients, i van sorgir els primers programes patrocinats, esments a manera d'històries o cançons enganxoses. Fins que va ser ocupada gran part pels EUA durant la Guerra Freda. Tres dècades després, minva el seu furor per l'aparició de la televisió. Avui, és el segon mitjà en el rànquing d'audiència però el quart quant a inversió publicitària.

## Història
La primera emissió de ràdio va emetre's a principi dels 1900. Tot i això, no va ser fins a 1919 que les emissores de ràdio van començar a emetre en continu, de manera semblant a la pràctica moderna. Als Estats Units, el 2 de novembre de 1920, a KDKA eixí en antena la primera emissió comercial. A mesura que més emissores començaven a funcionar de manera contínua, els propietaris d'emissores s'enfrontaven cada vegada més amb el problema de com mantindre-les des del punt de vista financer, ja que operar una emissora de ràdio era una despesa important.

## Característiques generals
- Flexibilitat de formats (és el mitjà més innovador i el qual més noves fórmules podria oferir, gran oferta adaptable a cada necessitat) i de la creació i la planificació publicitària (ideal per a campanyes d'última hora, ofertes diàries, el que es deu al fet que moltes vegades són les mateixes ràdios les quals elaboren la publicitat amb els seus recursos, i no les agències).
- Segmentació geogràfica (precisa delimitació i arrelament local amb missatges personals i molt pròxims) i d'audiència (bé definida, abundant oferta generalista, especialitzada o multi suport).
- Credibilitat transferència entre la periodística i la informativa, la publicitat s'impregna dels valors del mitjà en el qual s'insereix.
- Compaginació de l'escolta radiofònica amb altra activitat tenir en compte el context i les condicions de recepció del missatge. Saber mitjançant investigació quina activitats sol realitzar l'oient mentrestant, per a encertar més en el missatge.
- Fugacitat del missatge alt nivell de repetició del contingut, que no ha d'oferir molta informació memorizable.
- Rendibilitat econòmica i comunicativa cost per impacte menor que en altres mitjans, gràcies a una segmentació que proporciona major encert del públic que se cerca. A més no existeix el problema del zapping i de la contraprogramació.
- Costos de producció accessibles açò permet més anuncis per campanya segons diferents públic objectiu, circumstàncies i emissores. També servirà per a evitar l'avorriment de l'audiència.
- Emissió personal arriba a així públics als quals cap altre mitjà es dirigeix personal o directament.
- Personalització del missatge el receptor interioritza més el missatge, perquè pensa que es dirigeix a ell en particular, pel que s'assoleix una reacció més immediata. Aquesta estreta relació es veu fomentada amb l'ús del telèfon i, juntament amb la major intimitat de la ràdio, fa que els missatges guanyen en persuasió. La ràdio actua en la psicologia de l'oient projectant aquest la seua imatge en el que escolta, i identificant-se en el que rep. Es pot així projectar la imatge psicològica que volem que el producte tinga en l'ambient del consumidor.